# 澳門漁人碼頭

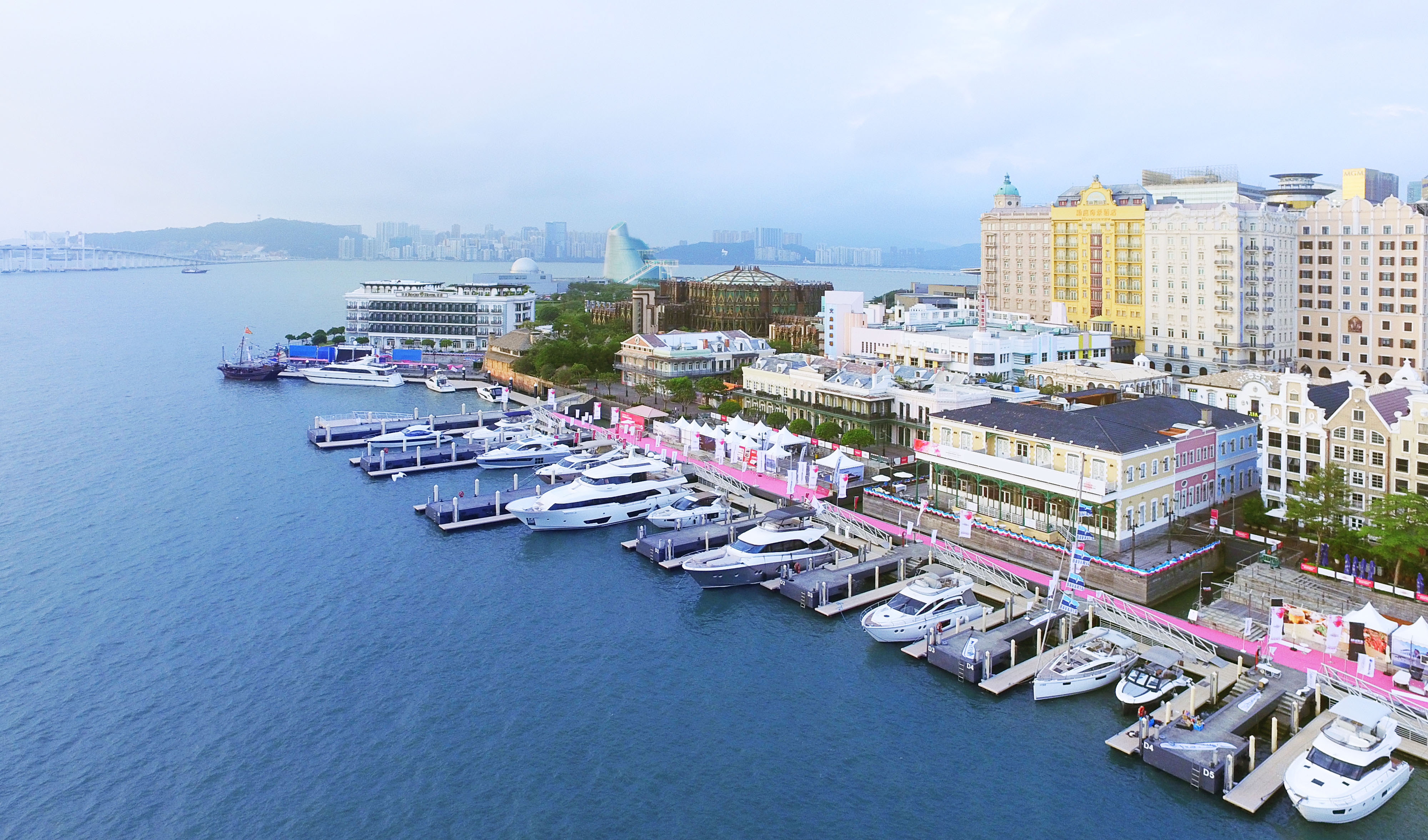
澳門漁人碼頭

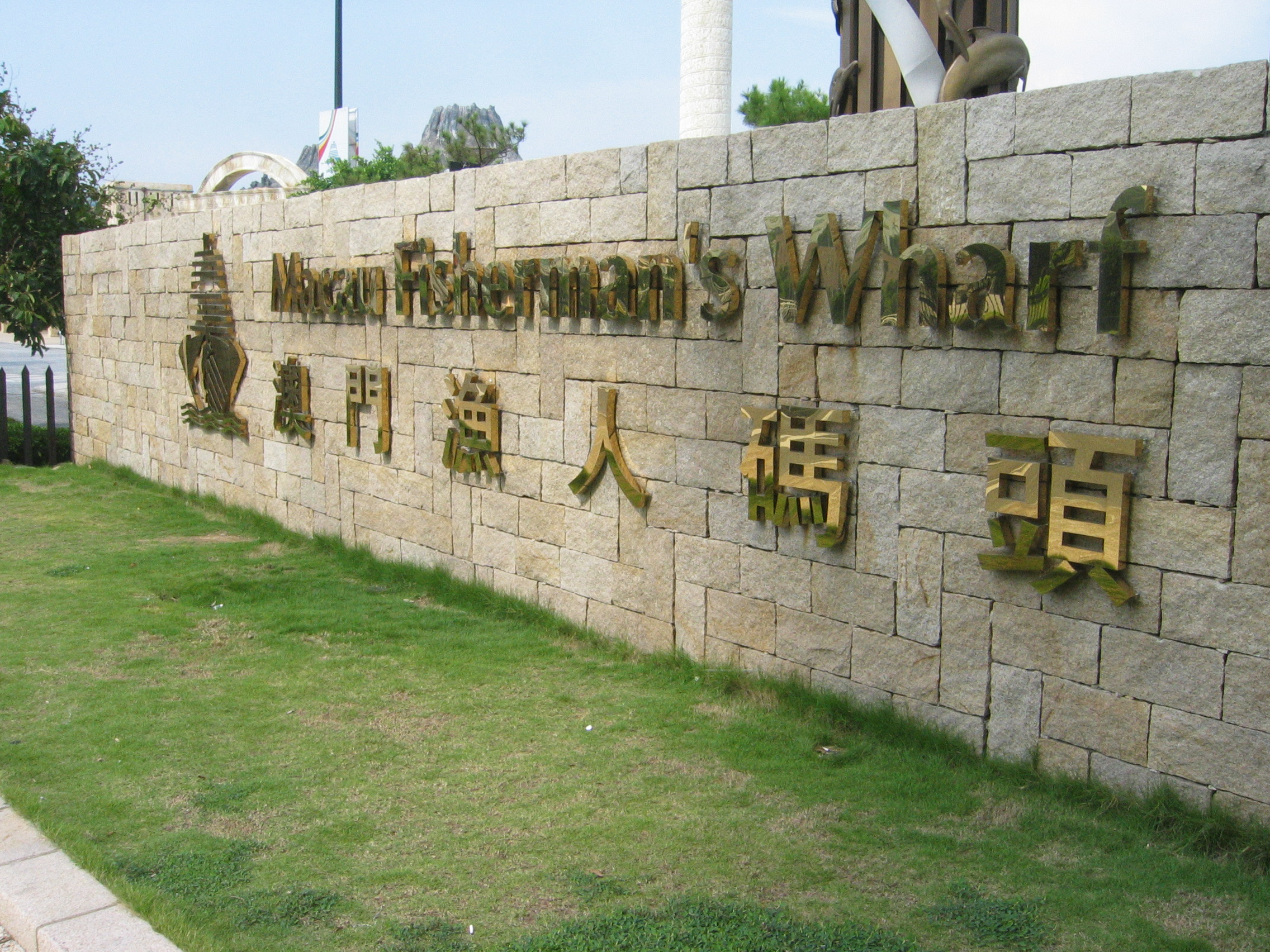
澳門漁人碼頭正門

澳門漁人碼頭（葡萄牙語：Doca dos Pescadores de Macau）是澳門首個主題文化創意娛樂旅遊綜合體，設有仿歐美漁人碼頭的購物中心。澳門漁人碼頭建於外港新填海區對開，鄰近新港澳碼頭。由何鴻燊及周錦輝投資興建，總投資約為澳門幣18.5億，經過5年時間籌備與興建。2005年12月31日由澳門行政長官何厚鏵及漁人碼頭主席何鴻燊揭幕儀式及試業，試業一年後於2006年12月23日正式開幕。前身是舊澳門港澳碼頭。

## 主題區域

### 第1期工程
澳門漁人碼頭位於新口岸友誼大馬路及孫逸仙大馬路交界處，毗鄰金沙娛樂場，佔地約十萬平方米，大部份為填海地段，投資十八億五千萬元，全日24小時開放及免費入場，劃分三個主題區域：
- 唐城區，表現中國古老文化
  - 一幢仿照中國唐代城樓特色建築物，內設中式餐廳、商店及文化展覽館，毗連皇宮娛樂場。
- 東西匯聚區，共有多個主題建設，
  - 「火山」，高逾三十五米、擁有兩個火山口，每晚至少噴火爆發一次；「火山」內設「奪寶歷奇」的室內單軌過山車及名為「烈燄激流」的觀光船機動遊戲；而「火山」外圍設有「火山步行徑」，現已改為勵宮酒店
  - 「寶石迷宮購物中心」，設多間品牌商店的特色商場
  - 「會議展覽中心」，設有一個佔地2,787平方米多元化會展大堂，另設多間會展多功能廳、會展前廳及停車場
  - 「古羅馬表演場」，一個可容納二千人及佔地190平方米的多用途舞台，設計仿照羅馬競技場
- 勵駿碼頭，以海岸為主題，由歐洲多個國家的代表性建築物組成，共分為十四部份：
  - 「巴比倫」，位於碼頭末段原規劃為大型的士高夜總會，現已改為澳門博彩股份有限公司巴比倫娛樂場(設18張賭檯)
  - 「羅馬館」，一系列中世紀建築群，內設洋酒館、美容飲食、時尚衣飾店等店舖
  - 「皇宮」，一系列哥德式建築，內設名牌珠寶及首飾店
  - 「威尼斯館」，一系列意大利特色的建築物
  - 「西班牙」，分為千里達館及夏灣拿館，內設品牌時裝店及美容香薰療理中心
  - 「阿姆斯特丹館」，一系列傳統阿姆斯特丹式修長建築物，內設中式料理、卡拉OK等
  - 「開普敦館」，內設四種不同的日本料理店
  - 「葡萄牙」，分為三間葡萄牙(1,2,3)館，內設葡色美食館及紀念精品店衣飾、名貴珠寶以及高爾夫球的週邊商品等店舖
  - 「新奧爾良館」，分為密西西比館、新奧爾良館、路易士安娜館，內設酒吧餐廳及露天茶座
  - 「邁亞米館」，內設有角子老虎機場以及美食坊
  - 「水世界表演場」，提供水上表演活動
  - 「船夫碼頭」，停靠20艘可長達45米遊艇的碼頭，更有專人代辦海關及出入境手續(未開放)
  - 「非洲村」，內設南非燒烤主題餐廳
  - 「萊斯酒店」，提供七十二間客房維多利亞式設計房間。

### 第2期工程
以鄉村式為主題，位於第一期以南末段仍未動工填海呈圓形及回力刀形結合的地段，毗連擬建之海底隧道及澳門科學館，佔地約十四萬平方米。預算投資約五十億元，現正進行地基平整和填海造地工程，預計在2015年全部完成。
主要包括：
- 附設5間酒店(包括勵駿酒店、布拉格海景酒店、密西西比皇后酒店等)，由四星至七星級酒店不等共一千五百間房間
- 基偉斯遊艇渡假村連套房和水療中心
- 一座面積三至五萬平方米會展中心
- 十六世紀的布達佩斯皇家歌劇院，有1300個座位連包廂
- 佔地一萬平方米的露天廣場

## 航線
- 澳門海上遊

## 重建
澳門漁人碼頭原屬何鴻燊三太陳婉珍所持有的澳門漁人碼頭國際投資股份有限公司所管理，2012年5月，澳門漁人碼頭國際投資股份有限公司與周錦輝的澳門勵駿合併，并引入澳博為策略投資者，合併後，周錦輝與其母親林鳳娥合共持有約58.3%股權，是集團最大單一股東。2012年8月，周錦輝宣佈重建漁人碼頭，重建成一個國家級恐龍化工展覽館、游艇俱樂部、大型會議中心，以及兩間合共逾650間房間的酒店，估計涉及投資約50億元，預期將於2015年完成重建工程。勵駿創建有望於2013年6月正式掛牌在香港上市，券商麥格理表示勵駿創建在上市集資後，將會計劃重建旗下的漁人碼頭。勵駿有意斥資68億港元，將佔地逾10萬平方米的漁人碼頭重新打造成澳門半島最大的消閒娛樂及零售綜合體。當中，包括重建萊斯酒店及擁有23張賭枱的巴比倫娛樂場。另外，又會興建一間四星酒店及兩間附帶娛樂場的五星酒店，料最終可額外提供多1,263間酒店房及350張賭枱，預計最快的一間酒店將可於2014年完成。漁人碼頭的雙孔火山及仿唐代城樓建築被拆卸並改建成勵宮酒店。
現時，澳門漁人碼頭設有三座分別帶著濃厚蒙地卡羅風（勵宮酒店）、東歐風（勵庭海景酒店）和維多利亞風情（萊斯酒店）的豪華酒店、虛擬實景體驗玩樂區、國際標準的大型會展中心、時尚購物商店，以及集全球各國風味的多間餐廳等供您隨心選擇。

## 事故
2006年1月3日，澳門漁人碼頭內的機動遊戲「烈火激流」兩艘機動船發生碰撞，一對内地母子遊客撞擊受傷。漁人碼頭即時暫停該款機動遊戲。

## 爭議
2014年，澳門城市規劃委員會討論漁人碼頭A地段項目時，有十多份公眾意見質疑為何工務局只批60米。時城規廳廳長劉榕在會上曾表示，「新發展項目只高48米，60米是前一張街線圖的規劃建議，文化局的非約束性意見也是60米。」當時文化局和工務局城規廳都一致堅持建議限高60米。然而9個月後，上述意見被作廢，規劃被推倒重來，工務局公示漁人碼頭A地段街線圖，可建高度從原來的60米突然放高至90米，相較城規會去2014年8月討論的規劃方案放高了1/3，地積比亦從原來的1.7倍增至2.6倍，覆蓋率從42%增至55%，估計可建樓面面積增加接近一半。而文化局在第二份草圖上再沒有表達任何意見，引起爭議。
2017年6月，聯合國教科文組織世界遺產中心分析澳門保護狀況報告後發表決議草案，嚴厲指出澳門政府對世遺保護的多個問題，當中包括對高樓發展破壞包括東望洋燈塔在內的世遺景觀的強烈關注，並點名澳門漁人碼頭的酒店建築項目。

## 圖集

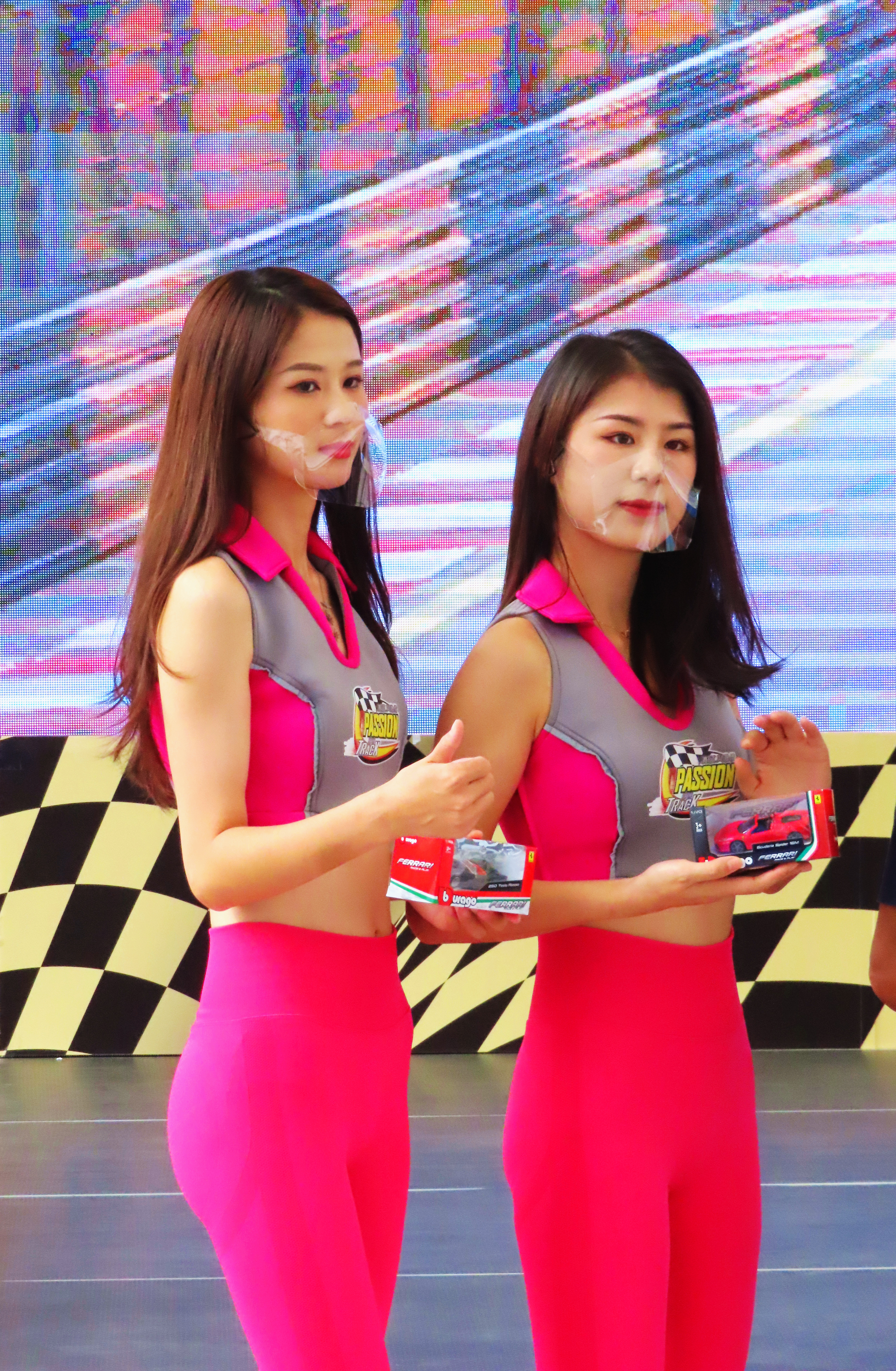
澳門漁人碼頭內的宣傳活動
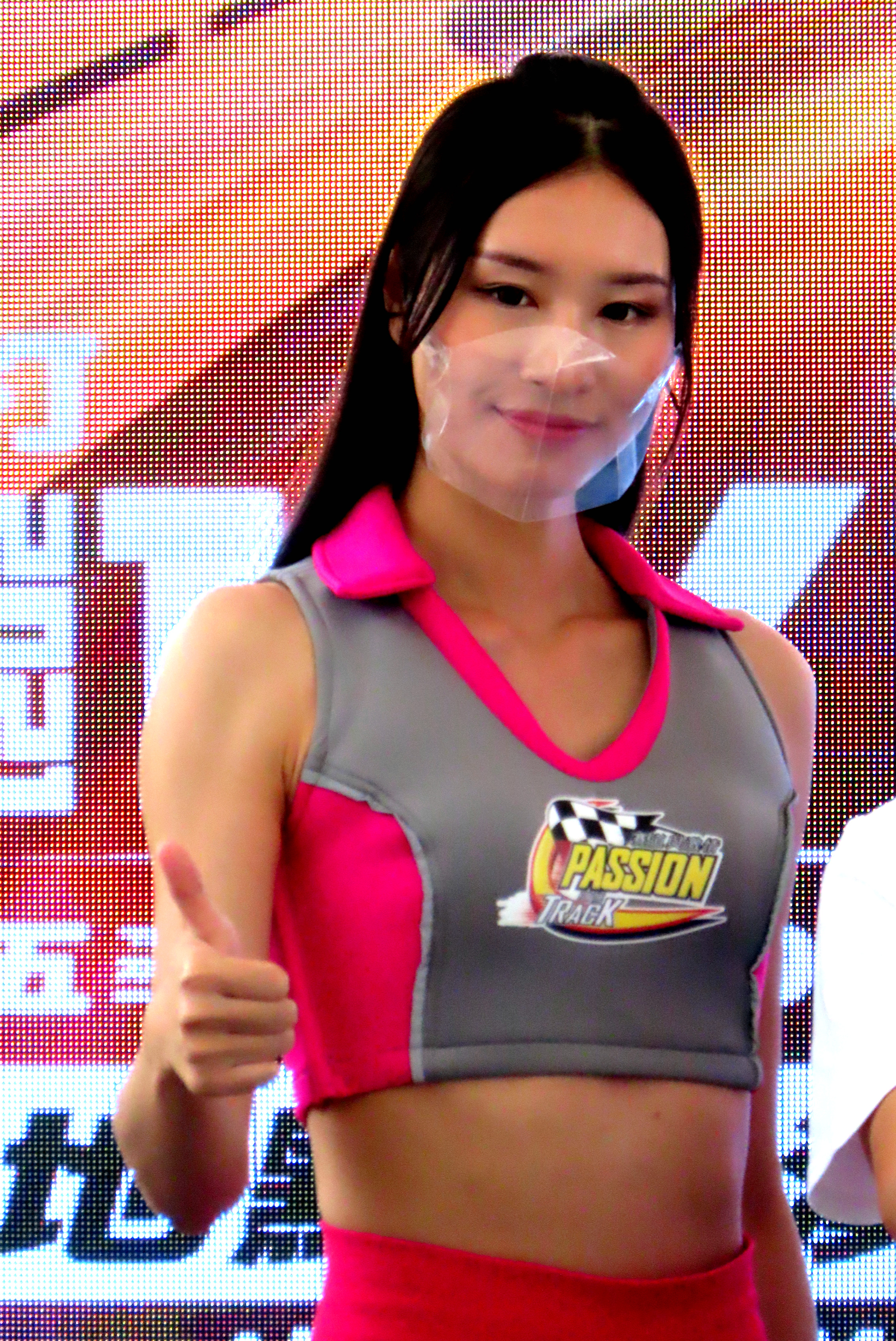
澳門漁人碼頭內的宣傳活動
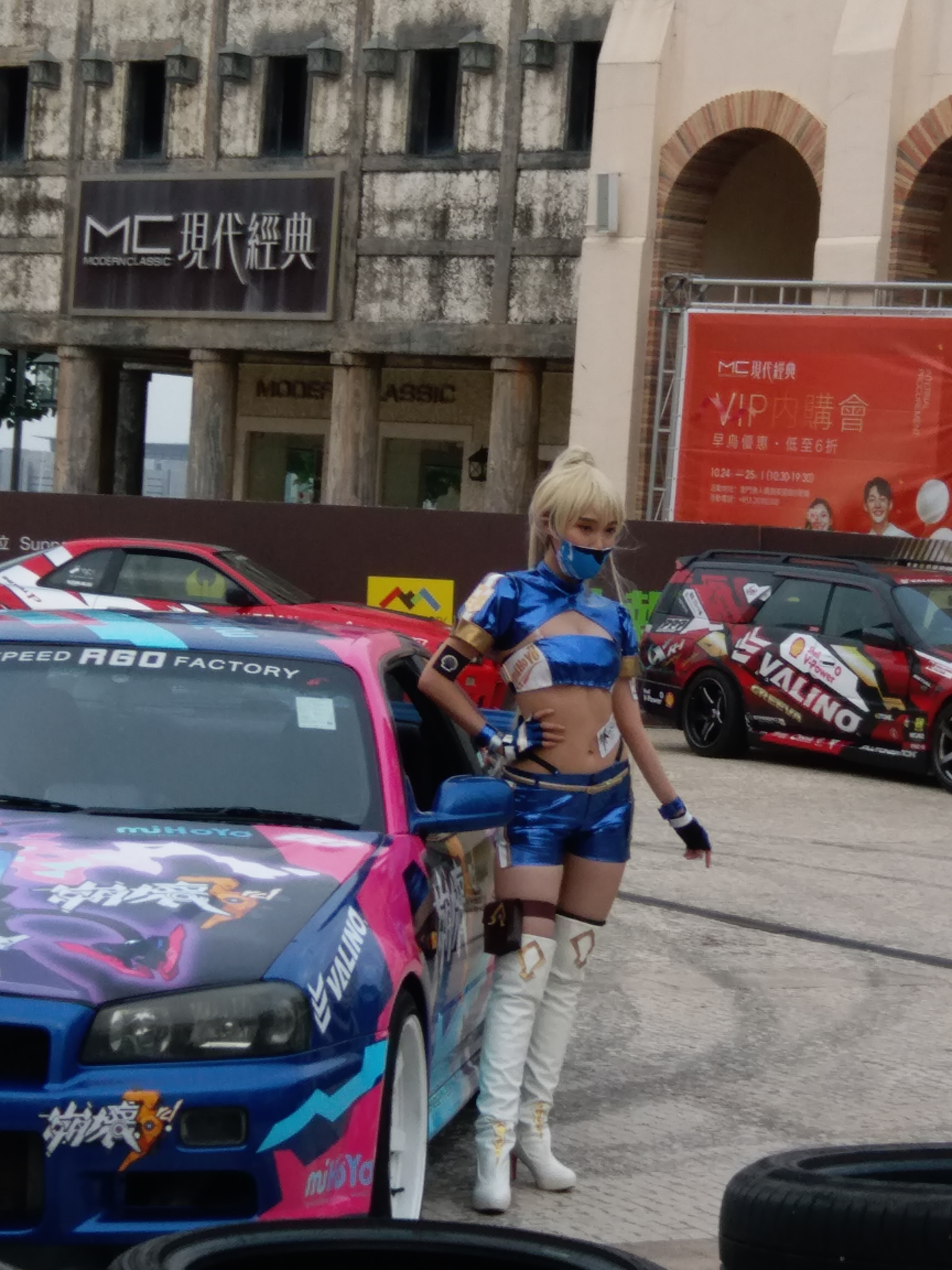
賽車宣傳活動

## 外部連結
- 澳門漁人碼頭網站 （页面存档备份，存于）